# Long Thành Thần Chung
Baek Yongseong Jinjong (Korean: 용성 진종, Hanja: 龍城 震鍾, Hán Việt: Long Thành Thần Chung, 1864—1940), thiền sư nổi tiếng thuộc Thiền phái Tào Khê Hàn Quốc thời cận đại. Cuộc đời sư nổi bật qua công cuộc hoằng truyền và nỗ lực phổ cập Phật Pháp rộng rãi đến dân chúng, khôi phục truyền thống Thiền Tông. Ngoài ra sư cũng kết hợp thêm việc giảng pháp các giáo lý và phương pháp thực hành Tịnh Độ Tông và phiên dịch Tam Tạng Kinh Điển. Sư đại diện cho cộng đồng Phật giáo Hàn Quốc và là 1 trong 32 đại diện quốc gia có mặt tại phong trào Ngày 1 tháng 3 năm 1919. Phong trào ngày 1 tháng 3 được cho là đã đánh dấu sự khởi đầu đáng kể đầu tiên của Phong trào giành độc lập Triều Tiên nhằm đòi lại quyền độc lập, tự chủ từ tay quân Nhật xâm lược.

## Tiểu sử
Sư sinh năm 1864 tại vùng Namwon, tỉnh Bắc Jeolla-do. Năm 6 tuổi, sư bắt đầu học các tác phẩm văn học Trung Quốc và đến năm 8 tuổi sư có thể làm thơ, thể hiện kỹ năng văn chương mẫu mực. Năm 13 tuổi, sư có một giấc mơ rằng mình gặp Phật và được ngài truyền Pháp và tình cờ một thời gian sau, khi sư đến một ngôi chùa nọ, sư phát hiện rằng bức tượng Phật ở trong chùa giống như Đức Phật mà mình đã thấy trong mơ. Sau sự việc hữu duyên này, sư có ý định muốn ở lại ngôi chùa này tu tập nhưng bị cha mẹ phản đối và đưa về nhà.
Năm 1879, sư xuất gia tại chùa Geungnagam trên núi Gayasan với Hòa thượng Hwanwol, ngôi chùa này nằm trong quần thể Đại tổ đình Hải Ấn Tự(Haeinsa)- một trong ba tổ đình chính của Thiền phái Tào Khê. Sư được Thiền sư Thủy Nguyệt(Suwol) dạy cách niệm Phật và trì tụng thần chú Phật Mẫu Chuẩn Đề Đà-ra-ni. Sau 6 ngày chuyên sâu Thực hành Thiền tại Phổ Quang Tự(Bogwangsa) ở Yangju, sư đạt được kinh nghiệm chứng ngộ đầu tiên. Tuy nhiên, vì cảm thấy sự chứng ngộ này vẫn chưa đủ, sư tiếp tục khán công án Vô dưới sự chỉ dạy của Thiền sư Muyung.
Năm 1884, sư thụ giới cụ túc và giới Bồ tát với Luật sư Seongok tại Tổ đình Thông Độ Tự(Tongdosa) và trong giai đoạn này sư đại ngộ khi đang tu tập tại Tổ đình Tùng Quảng Tự(Songgwangsa). Trong khi đang chuyên tâm tham cứu công án Vô miên mật như thế, một hôm khi đọc cuốn Truyền Đăng Lục tại Điện Samira ở Tùng Quảng Tự, sư phá tan và thấu triệt mối nghi tình mà mình đã tham cứu bấy lâu nay và đạt Kiến tính.
Sau khi đại ngộ, sư đến am Sangseo ở núi Jirisan để bảo nhậm công phu và nghiên cứu, đọc thêm các kinh sách Đại Thừa như Kinh Pháp Hoa, Kim Hoa Nghiêm... Ngoài ra, sư cũng tham gia các cuộc Pháp chiến với các thiền sư nổi tiếng khác như Huệ Nguyệt, Mãn Không để trao dồi thêm kinh nghiệm chứng ngộ của mình.
Từ năm 1907-1908, sư đi qua nhiều vùng đất ở Trung Quốc và đến thăm nhiều ngôi chùa và các vị đại sư khác nhau. Có một câu chuyện kể lại rằng, khi một ông tăng Trung Quốc kiêu căng ca ngợi sự vượt trội của Phật giáo Trung Quốc và chê bai Phật giáo Hàn Quốc, sư đã trả lời rằng: "Có phải mặt trời và mặt trăng trên bầu trời là của riêng một mình đất nước ông không? Phật giáo là chân lý rộng khắp của thế giới, làm sao chân lý này chỉ giới hạn ở riêng Trung Quốc được?" Theo đó, sư đã bảo vệ được tính hợp pháp của Phật giáo Hàn Quốc.
Năm 1910, sư được mời làm Thiền sư hướng dẫn tu tập chính của Thiền đường Chilburam trên núi Trí Di (Jirisan), hướng dẫn và khuyến khích tu tập cho nhiều vị thiền sinh. Trong thời gian này, theo yêu cầu của đồ chúng, sư viết cuốn Quy Nguyên Chính Tông(Gwiwon Jeongjong) nhằm phân tích và phê phán những giáo lý của Cơ Đốc giáo từ quan điểm của Phật giáo Hàn Quốc. Để đối lại đối với sự tăng mạnh ảnh hưởng của Kito giáo tại Hàn Quốc, sư nỗ lực viết sách và hệ thống lại giáo lý Phật Pháp và dịch cách Kinh sách từ tiếng Hán sang tiếng Hàn.
Năm 1911, sư đến Seoul nhằm truyền bá và lan rộng Phật pháp đến vùng đô thị. Năm sau, sư thành lập một Trung tâm Thiền ở Daesa-dong để lãnh đạo một phong trào truyền bá Phật Pháp thời hiện đại. Sau đó, sư cũng thành lập chùa Daegaksa ở Bongik-dong của Seoul và thuyết giảng các giáo lý Phật Pháp đến công chúng.
Năm 1919, thời điểm diễn ra phong trào ngày 1 tháng 3 nhằm chống lại chế độ thực dân Nhật Bản. Cùng với Thiền sư Vạn Hải(Manhae/ Han Yong Un), sư là đại diện của Phật giáo trong số 33 đại diện quốc gia. Với nỗ lực cống hiến vào việc giành lại độc lập quốc gia và khích lệ tất cả các Phật tử tham gia vào phong trào yêu nước, sư bị giới cảnh sát Nhật bắt giữ và đưa ra xét xử, phải lãnh án giam tù 3 năm. Dù sau này được tự do, nhưng sư vẫn bị chính quyền thực dân Nhật giám sát liên tục. Trong ba năm giam cầm ở tù, sư thấy một người tù nhân cầm trên tay cuốn Kinh thánh được dịch sang tiếng Hàn và nhận ra yêu cầu thiết yếu của việc dịch thuật Kinh điển. Ngay sau khi ra tù, sư đã thành lập Nhóm dịch thuật kinh điển(Samjang Yeokhoe) và tự mình chuyên tâm đóng ghóp công sức vào việc dịch thuật, với mục đích phổ biến đạo Phật đến nhân sinh. Khi đang là viện trưởng của Thiền đường 10,000 ngày(Manil Seonwon) tại chùa Naewonsa ở Yangsan, sư dịch 80 quyển Kinh Hoa Nghiêm. Đây được coi là thành tựu tiêu biểu trong phong trào dịch Kinh điển Phật giáo tiếng Hàn.
Năm 1925, sư thành lập Tổ chức Đại Giác Ngộ (Daegakgyo) ở chùa Daegaksa, Seoul, bắt đầu các phong trào Giáo dục Phật học Xã Hội. Phong trào này nhằm khơi dậy sự tự nhận thức trong mỗi người rằng mỗi người đều có khả năng và trí tuệ vô biên và lý tưởng về việc thực hành Bồ Tát Đạo. Sau đó, sư đến Long Tỉnh ở Mãn Châu và canh tác trên núi Baegunsan và tại Hoa Quả Viện (Hwagwawon). Tại đây sư cũng lập một tổ chức Đại Giác Ngộ và truyền bá phong trào Thiền Nông Nhất Tác(seonnong ilchi). Với mục đích tạo nền kinh tế và sinh hoạt độc lập cho các tự viện Phật giáo, phong trào này nhấn mạnh đến việc trồng trọt và phát triển nông nghiệp cùng với việc thực hành Thiền định. Sư cũng cầm cuốc cùng mọi người làm việc. Ngoài ra, để tập trung vào việc truyền bá Phật giáo, cùng với Thiền sư Hanyeong, sư xuất bản tạp chí Ngày Phật(Buril) và tổ chức sinh hoạt Phật Pháp cho tín chúng vào ngày chủ nhật. Hơn nữa, họ đã mang lại các bản dịch hoàn chỉnh và tiêu chuẩn hóa các nghi lễ và tụng kinh theo tiếng Hàn. Sư cũng sáng tác các bài Phật ca(Chanbulga)- các bài hát ca ngợi đức hạnh của Đức Phật và có thể hát bằng tiếng Hàn.
Tuy sống vào thời kỳ khó khăn nhất trong lịch sử dân tộc, sư đã để lại nhiều tác phẩm và công trình cho đời, bao gồm bảo vệ truyền thống Phật giáo, cải cách và phổ cập Phật Pháp, đề cao việc thực hành cả Thiền lẫn Giới, phong trào Thiền nông và các ý tưởng về Đại Giác Ngộ và thành lập Tổ chức Đại Giác Ngộ. Năm 1940, sư an nhiên tọa Thiền thị tịch và đi vào Niết Bàn, hưởng thọ 76 tuổi, hạ lạp 61 năm. Môn đệ nối pháp xuất sắc nhất của sư là: Dongsan Hyeil, Goam, Jaun, Deongheon, Gobong...